# Глиптика
Глиптика (от гръцки glýpho, „изрязвам“) се нарича изкуството за гравиране на скъпоценни и полускъпоценни камъни.
Украсените камъни са се използвали от притежателите си като лични печати, накити и амулети (на някои от камъните са се приписвали чудодейни качества). Поради материалите, с които работи, глиптиката винаги е била изкуство за благородници и богаташи.
Глиптиката се заражда при възхода на цивилизациите в Древния Изток и достига апогея си в Античността. В по-късните епохи периодите ѝ на разцвет съвпадат с периодите на увлечение по античното изкуство.
Произведенията на глиптиката биват два основни вида според времето и техниката на създаването си.
- В ранния период на развитието на това ювелирно изкуство украсата е била издълбавана в гладката повърхност на къмъка. Този вид произведения получили названието инталии или още геми.
- В епохата на елинизма започват да се изработват и камеи – гравирани камъни с изпъкнал, висок релеф.[1]

## Глиптиката в Западна Европа
В средновековна Европа е имало много малко центрове, където са се пазели старинни творби на глиптиката и наред с това са се изработвали нови, основно инталии. Такива центрове са били дворът на крал Рене Анжуйски и дворът на Фридрих II в Южна Италия. През XIII век нови цехове за производство на геми се основават в Париж, Флоренция и Венеция, като гравираните камъни са се подарявали лично от кралете като почетни знаци.
Глиптиката преживява възход през XV век, когато меценатите на това изкуство насочват майсторите към възпроизвеждането в камеи и инталии на творби на античното изкуство. Известни колекционери на глиптика били херцозите Козимо и Пиетро Медичи, папа Павел II и папа Лъв X, кардинал Франческо Гонзага, както и Донатело, Лоренцо Гиберти и Франческо Петрарка. През XV век изкуството е най-силно развито в Милано и Флоренция, а през следващото столетие под покровителството на папския двор голям център за глиптика се заражда и в Рим. Изобщо, италианските градове трайно се прославят с майсторите си гравьори, които биват често канени на работа в други европейски кралски дворове.
Гравюрата на камъни отново запада през XVII век, за да се възроди пак през XVIII век благодарение на възобновения интерес към античното изкуство, последвал разкритията на Помпей и Херкулан. През този век се появяват и първите каталози с геми и научни трактати за това изкуство. През XIX век в глиптиката се проявяват някои неокласически тенденции и отново за кратко се радва на интерес по времето на стила ампир. След това изкуството започва да запада.

## Глиптиката в България
При археологическите разкопки в Рациария (днес Арчар), Улпия Ескус (Гиген), Нове, Никополис ад Иструм (Никюп), Дуросторум и другаде са разкрити много геми и камеи, датирани основно към 2 – 3 век. За направата им са използвани полускъпоценни камъни и по-рядко стъклена паста. Предназначението им е основно за накити: обици, пръстени, медальони. Изображенията върху тях са разнообразни: различни животни, божества от римския и древногръцкия митологически пантеон, серия камеи с женски бюст и глава на горгона и т.н.
Нов разцвет на територията на България глиптиката получава по време на Възраждането, когато много популярни стават малките гравирани камъни за инкрустация на пръстен-печати. Появата на тази привнесена и не много крепка традиция е свързана с всеобщия стремеж на българина към самоизява и към ново, светско начало в изкуството. Било обичай с такива геми да разполагат всички по-заможни търговци, знаятчии, игумени, епитропи, църковни настоятели. Камъните били наричани антики или джеваири (от турската дума джувхер, „скъпоценност“), обикновено съдържали имена, монограми, символични емблеми и се изработвали от ахат и други полускъпоценни камъни.
Първият известен български антикар е иконописецът дякон Йосиф, усвоил уменията си докато скитал из източните страни. Известно време той упражнявал своя изкусен занаят в Атон, а след това се преместил да живее в Самоков. Там той предал знанията си на племенниците си Костадин Геров и Димитър Геров - Антикаря, които на свой ред ги предали на съгражданите си Анастас (Атанас) Карастоянов и на Йованчо С. Антикар. Така през първата половина на 19 век град Самоков, който е голямо средище на живописта и дърворезбата, става и център за производство на антики. Сред изображенията най-често са се срещали правилни геометрични фигури и повлияни от античното изкуство митологични образи – харпии, дракони, ероси. Димитър Антикар изобразявал също и единични и двойни глави на хора с шлемове или ореоли, монограми и емблеми, и символи като орел с венец в човката, гълъб с маслинена клонка, двуглав орел. В градския исторически музей се изложени стругът и калемите на майстор Димитър, както и сбирка от произведени от него антики.